# مفاتیح‌العلوم
مَفاتیحُ العلوم (به معنی:گشایندهٔ دانش‌ها، کلید دانش‌ها) دانشنامه‌ای است که ابوعبدالله کاتب خوارزمی بین سال‌های ۳۷۶-۳۷۲ هجری قمری نوشته‌است و یکی از کهن‌ترین دانشنامه‌های دورهٔ اسلامی می‌باشد و تا امروزه ارزشمند شمرده می‌شود.

## دیباچه
خوارزمی دربارهٔ این اثرش در دیباچه توضیح داده:
این کتاب را مفاتیح‌العلوم (کلیدهای دانش) نام نهادم برای آن‌که مدخل دانش است و برای بیش‌تر دانش‌ها به اندازهٔ کلید است. پس هر کسی آن را بخواند و مطالبش را به خاطر بسپارد و سپس در کتاب‌های علمی به دقت بنگرد، با آن علوم آشنا می‌شود و به رازهای آن‌ها پی می‌برد. اگرچه با آن علوم بیگانه باشد و با اهل آن دانش‌ها مصاحبت و هم‌نشینی نکرده باشد… کتابی که کلید همهٔ دانش‌ها باشد و دشواری‌های صنعت‌های پیشین را آسان کند و رمزها و اصطلاح‌های هر گروه از دانشمندان را برداشته باشد، همان رمزها و اصطلاح‌هایی که فرهنگ‌های موجود از وجود آن‌ها خالی است.

## ساختار
این کتاب را در دو بخش (مقاله) تدوین شده. بخش اول، شامل علوم شریعت و آن مقدار از علوم عربی (ادبیات و زبان‌شناسی عرب و تاریخ) است که به این مبحث مربوط می‌شود. بخش دوم در علوم عجم (مردم غیرعرب) است؛ یعنی علوم ایرانی‌ها، یونانی‌ها و دیگر ملت‌ها.
مقاله اول: شش باب دارد با بیست و پنج فصل:۱. علم فقه، یازده فصل ۲. علم کلام، هفت فصل۳. علم نحو، دوزاده فصل. ۴. علم دبیری یا نویسندگی؛ در هشت فصل. ۵. علم شعر و عروض، پنج فصل. ۶. علم اخبار، در نه فصل.
مقاله دوم: نه باب است که به چهل و یک فصل تقسیم می‌شود. ۱. فلسفه، سه فصل. ۲. منطق، نه فصل. ۳. در علم طب، هشت فصل. ۴. علم عدد، در پنج فصل. ۵. در علم هندسه، چهار فصل. ۶. علم نجوم، چهار فصل. ۷. علم موسیقی، سه فصل. ۸. علم حیل، دو فصل. ۹. علم کیمیا، سه فصل

## نسخهٔ دیجیتال
- در ویکی‌مدیا: https://upload.wikimedia.org/wikisource/ar/5/54/مفاتيح_العلوم.pdf